# Jigansk
Jigansk (en rus: Жиганск) és un poble (un possiólok) de la república de Sakhà, a Rússia, que el 2018 tenia 3.399 habitants, és seu administrativa del districte homònim.